# Décor dans le théâtre brésilien
 (mars 2025).
Si vous disposez d'ouvrages ou d'articles de référence ou si vous connaissez des sites web de qualité traitant du thème abordé ici, merci de compléter l'article en donnant les références utiles à sa vérifiabilité et en les liant à la section « Notes et références ».
Depuis 1940, un remarquable effort de rénovation s’est manifesté dans le domaine des décors de théâtre au Brésil. La présence de Louis Jouvet en 1941 et 1942 y contribua grandement.
Ce furent des amateurs qui inaugurèrent cette ère nouvelle et, tout d’abord, le groupe des Modèle:Langlpt, créé et dirigé par le peintre et scénographe Tomás Santa Rosa (João Pessoa 1909 - New Delhi 1956), l'un des décorateurs le plus réputé. Les comediantes débutèrent avec une pièce nouvelle d’un auteur nouveau, Vestido de noiva (La Robe de mariée) de Nelson Rodrigues (Recife 1912 - Rio de Janeiro 1980). La pièce se passe dans le cerveau d’une jeune femme, victime d’un accident, qui revoit des épisodes décousus de son existence. La mise en scène est confiée à Zbigniew Ziembinski, réfugié polonais qui a joué lui aussi un rôle notoire dans le mouvement de rénovation, et le délicat problème des décors fut résolu par Santa Rosa de façon sobre mais personnelle, au moyen d’une construction en partie mobile, servie par un éclairage adroit. Cette pièce de 1943 marque le théâtre brésilien.
Les décorateurs brésiliens ont pu exercer leur talent dans les domaines aussi variés que la revue populaire, où l’occasion fut donnée au peintre Laszlo Meitner de rénover le style de la présentation visuelle, ou le théâtre pour enfants et le théâtre de marionnettes qui, vers 1945, commença à passionner les milieux intellectuels de Rio de Janeiro, et dont les réalisations furent poussées loin.
Le ballet livre un champ de possibilités à une nouvelle génération de décorateurs, comme Anisio Medeiro, Sansão Castello et Nilson Pena, entre autres.
Il est intéressant de remarquer que c'est au fameux peintre Candido Portinari que le colonel de Casil a demandé les décors pour Yara, ballet fondé sur le folklore brésilien, sujet que Portinari a traité avec force et imagination.